# Marmagne, Saône-et-Loire
Marmagne är en kommun i departementet Saône-et-Loire i regionen Bourgogne-Franche-Comté i östra Frankrike. Kommunen ligger i kantonen Montcenis som tillhör arrondissementet Autun. År 2022 hade Marmagne 1 276 invånare.

## Befolkningsutveckling
Antalet invånare i kommunen Marmagne
| Referens: INSEE |